# Befreiungsturm

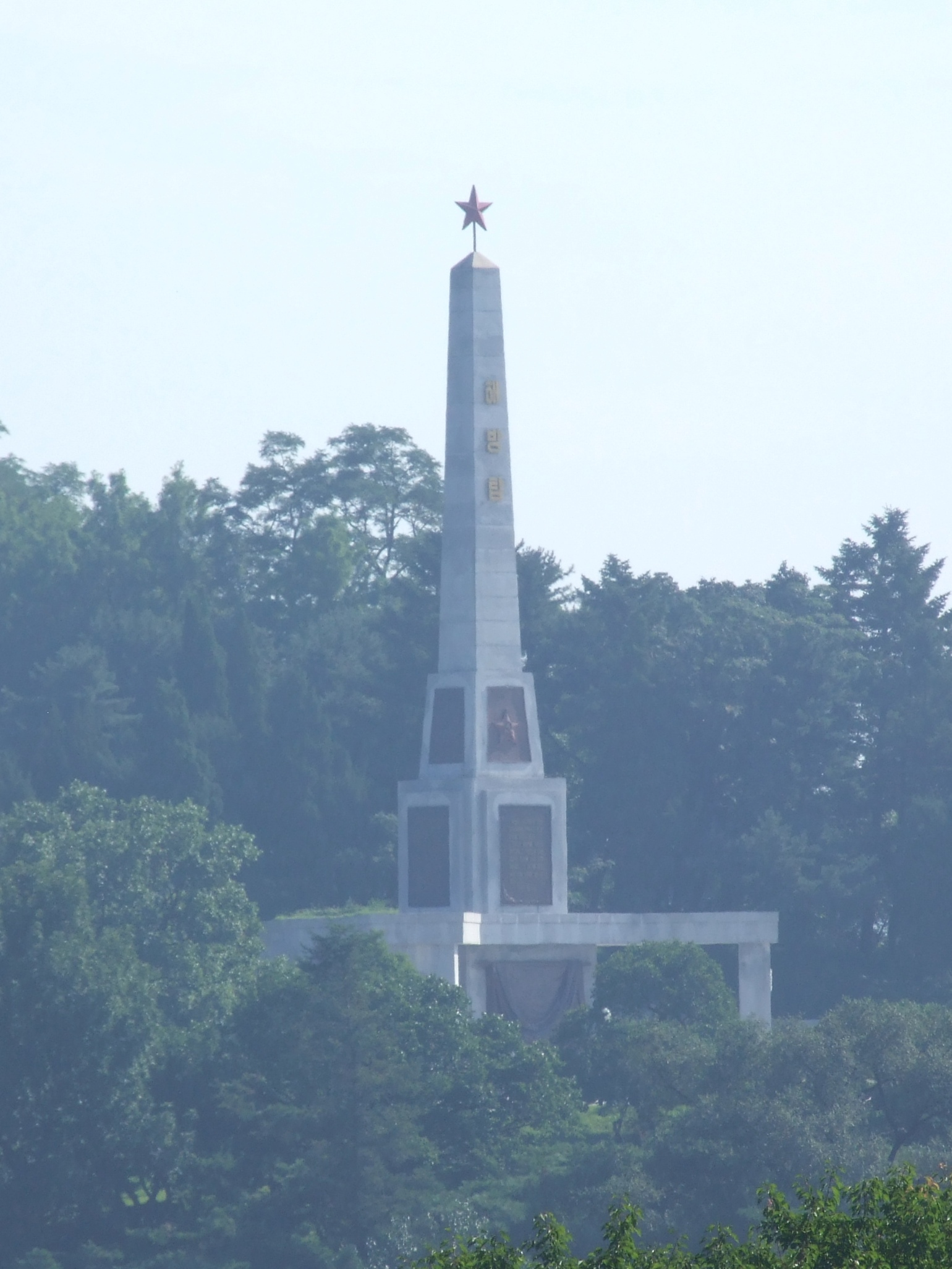
Der Befreiungsturm

Der Befreiungsturm (koreanisch 해방탑, 解放塔 haebangt'ap) ist ein Obelisk in der nordkoreanischen Hauptstadt Pjöngjang zum Gedenken an die Soldaten der Roten Armee, die am 24. August 1945 Pjöngjang besetzten und Korea zur Unabhängigkeit vom Japanischen Kaiserreich mitverhalfen.
Er befindet sich im Moranbong-Park im Innenstadtbezirk Chung-guyŏk nahe der Auffahrt zur Rungna-Brücke und ist Anlaufpunkt für Staatsdelegationen und Touristen.

## Geschichte

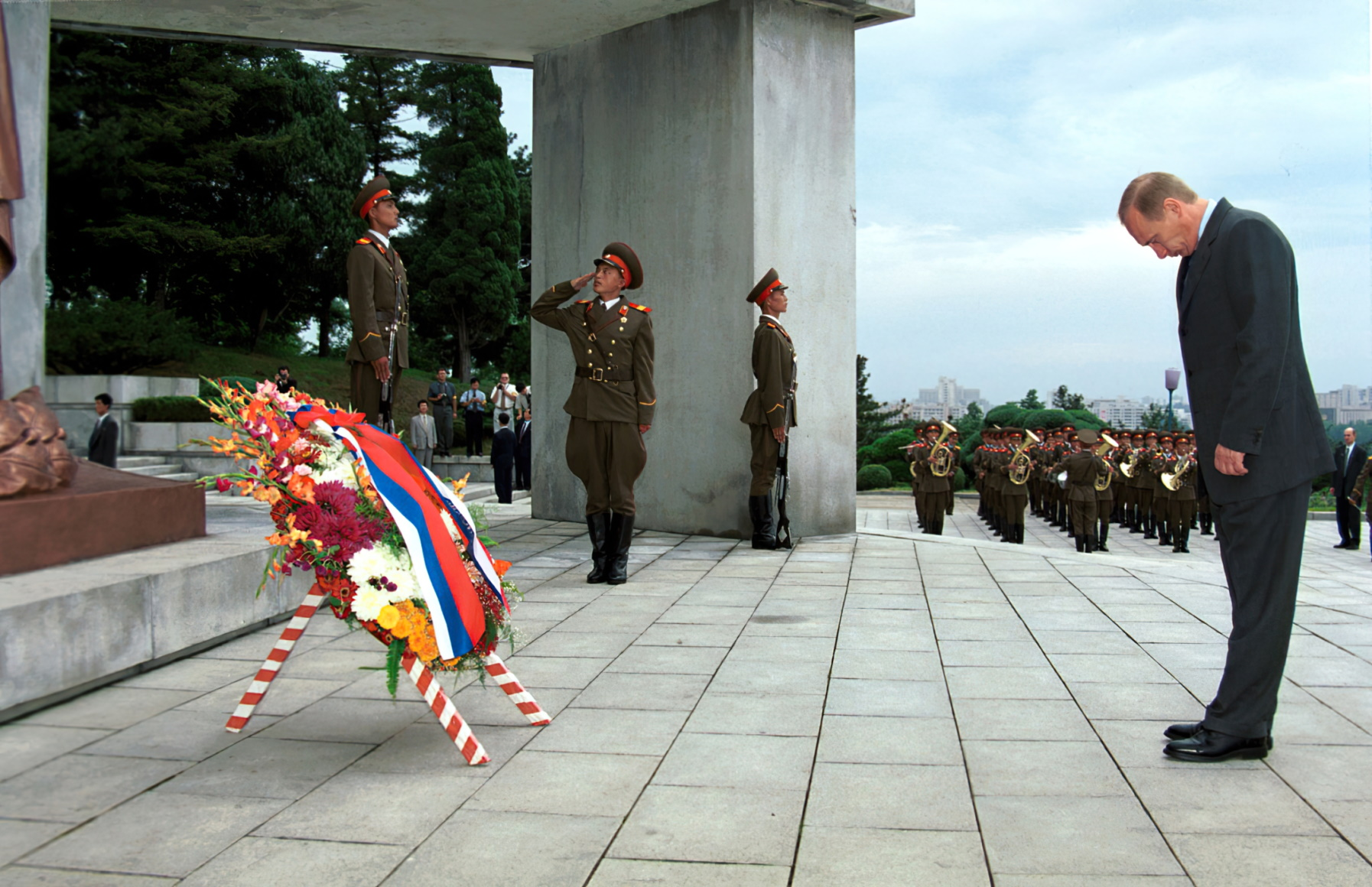
Wladimir Putin gedenkt der gefallenen Soldaten vor dem Befreiungsturm (2000)

Das Monument wurde 1946 erbaut. Im Koreakrieg wurde es stark beschädigt und nach dem Krieg wieder neu aufgebaut. Im Jahr 1985 wurde eine Restaurierung durchgeführt.
Ursprünglich beinhaltete der Befreiungsturm auch eine Gedenktafel für Josef Stalin. Diese wurde 1959 im Vorfeld eines geplanten Staatsbesuchs von Nikita Sergejewitsch Chruschtschow entfernt. Der Besuch fand jedoch nicht statt. 1960 wurde in der Sowjetunion anlässlich des 15. Jahrestags der Koreanischen Unabhängigkeit eine Briefmarke mit einem Motiv des Turms herausgegeben; ebenso im Jahr 1975 anlässlich des 30. und am 1. August 1985 anlässlich des 40. Jahrestags.

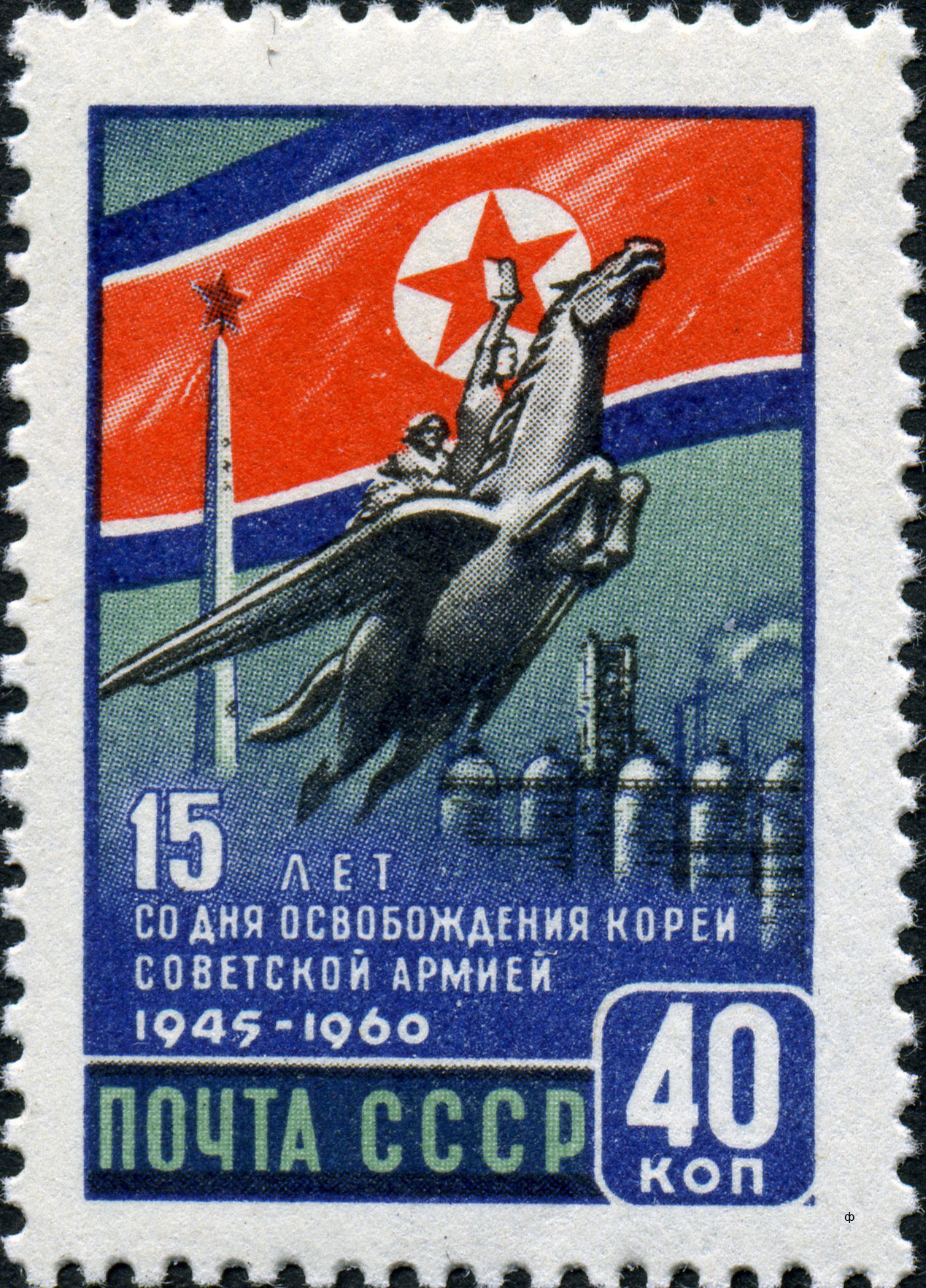
Sowjetische Briefmarke von 1960
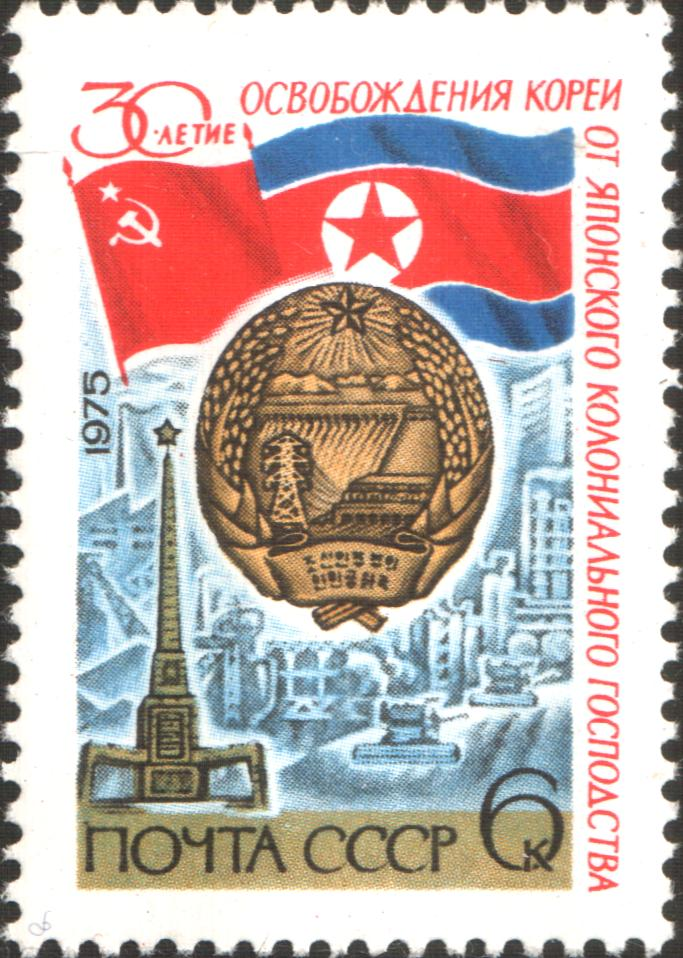
Sowjetische Briefmarke von 1975
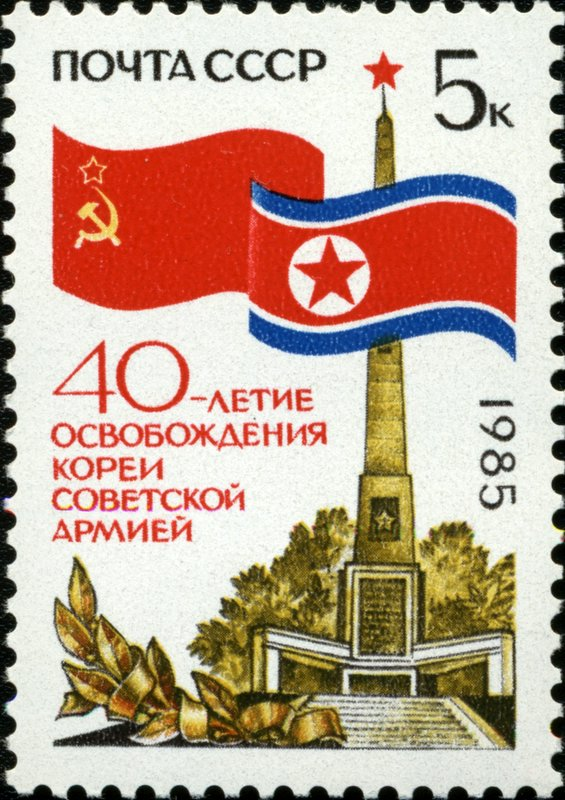
Sowjetische Briefmarke von 1985

## Aufbau
Das Monument befindet sich auf einer Erhebung und ist über eine Treppe zugänglich. Es besteht aus einer Stele, auf deren Spitze sich ein fünfzackiger Roter Stern befindet. Seine Gesamthöhe beträgt 30 Meter.

## Inschriften
Der historische Hintergrund des Monuments ist in koreanischer und russischer Sprache auf dem Sockel der Stele zu lesen.
Russischer Text auf der Vorderseite:

«Великий советский народ разгромил японских империалистов и освободил корейский народ. Кровью, пролитой советскими воинами при освобождении Кореи, еще больше укрепились узы дружбы между корейским и советским народами. В знак всенародной благодарности воздвигнут этот памятник. 15 августа 1945 года.»

„Das große sowjetische Volk zerschmetterte die japanischen Imperialisten und befreite das koreanische Volk. Durch das Blut, das von den sowjetischen Soldaten bei der Befreiung Koreas vergossen wurde, wurden die Bande der Freundschaft zwischen dem koreanischen und dem sowjetischen Volk noch mehr gefestigt. Als Zeichen der Dankbarkeit des ganzen Volkes wurde dieses Denkmal errichtet. 15. August 1945“

Russischer Text auf der Rückseite:

«Вечная слава великой Советской Армии, освободившей корейский народ от ига японских империалистов и открывшей ему путь к свободе и независимости! 15 августа 1945 г.»

„Ewiger Ruhm der großen Sowjetarmee, die das koreanische Volk vom Joch der japanischen Imperialisten befreite und ihm den Weg zu Freiheit und Unabhängigkeit eröffnete! 15. August 1945“

Während die Inschrift des Befreiungsturms betont, dass die Unabhängigkeit Koreas durch das Eingreifen der Sowjetunion erfolgte, besagt die offizielle nordkoreanische Geschichtsschreibung, dass das Japanische Kaiserreich im Partisanenkampf von Kim Il-sung besiegt worden sei. Der Befreiungsturm steht somit in gewisser Weise im Widerspruch zu beispielsweise dem sich im selben Stadtbezirk befindenden Triumphbogen.